# Michael Prinz
Michael Prinz (* 25. Juli 1952 in Werne; † 18. November 2016 in Münster) war ein deutscher Historiker.

## Leben
Prinz studierte 1973 bis 1977 Geschichte, Romanistik und Sozialwissenschaften an den Universitäten Münster und Bielefeld. Nach dem ersten Staatsexamen war er 1977/78 als wissenschaftlicher Mitarbeiter am Nordrhein-Westfälischen Hauptstaatsarchiv Düsseldorf tätig. 1983 wurde er an der Universität Bielefeld (bei Jürgen Kocka) mit einer Arbeit über die Angestellten während der NS-Zeit promoviert, anschließend war er 1984 bis 1989 als Hochschulassistent an der Universität Bielefeld tätig. 1990 wurde er Referent für Sozial- und Wirtschaftsgeschichte am heutigen LWL-Institut für westfälische Regionalgeschichte. 1993 habilitierte er sich in Bielefeld mit einer Arbeit über Konsumvereine in Deutschland und England vor dem Ersten Weltkrieg. Gastprofessuren nahm Prinz 1987 an der Universidade de São Paulo (USP), 1997 an der Freien Universität Berlin, 1999/2000 an der Universität München (LMU) und 2002 an der Westfälischen Wilhelms-Universität Münster (WWU) wahr.
Prinz’ Forschungsschwerpunkte lagen in der deutschen Sozial- und Wirtschaftsgeschichte des 19. und 20. Jahrhunderts.

## Schriften (Auswahl)

### Autor
- Vom neuen Mittelstand zum Volksgenossen. Die Entwicklung des sozialen Status der Angestellten von der Weimarer Republik bis zum Ende der NS-Zeit (= Studien zur Zeitgeschichte. Band 30). Oldenbourg, München 1986 (Zugleich: Dissertation, Universität Bielefeld 1983).
- mit Klaus Novy: Illustrierte Geschichte der Gemeinwirtschaft. Wirtschaftliche Selbsthilfe in der Arbeiterbewegung von den Anfängen bis 1945. Dietz, Bonn 1988.
- Brot und Dividende. Konsumvereine in England und Deutschland vor 1914 (= Kritische Studien zur Geschichtswissenschaft. Band 112). Vandenhoeck & Ruprecht, Göttingen 1996 (Zugleich: Habilitationsschrift, Universität Bielefeld 1992).
- Der Sozialstaat hinter dem Haus. Wirtschaftliche Zukunftserwartungen, Selbstversorgung und regionale Vorbilder: Westfalen und Südwestdeutschland 1920–1960 (= Forschungen zur Regionalgeschichte. Band 69). Schöningh, Paderborn 2012.

### Herausgeber
- mit Konrad Bund, Klaus Wisotzky: Das Schriftgut der NSDAP, ihrer Gliederungen und angeschlossenen Verbände in der Überlieferung staatlicher Behörden im Bereich des heutigen Landes Nordrhein-Westfalen. Band 2 und 3. Düsseldorf 1981.
- mit Rainer Zitelmann: Nationalsozialismus und Modernisierung. Wissenschaftliche Buchgesellschaft, Darmstadt 1991 (2., durch ein Nachwort erg. Auflage 1994).
- Herrschaft, Religion und Volk. Staatliche und gesellschaftliche Formierungsprozesse seit dem 16. Jahrhundert (= Schwerpunktthema in: Westfälische Forschungen. Band 42, 1992).
- mit Matthias Frese: Politische Zäsuren und gesellschaftlicher Wandel im 20. Jahrhundert. Regionale und vergleichende Perspektiven (= Forschungen zur Regionalgeschichte. Band 18). Schöningh, Paderborn 1996.
- Der lange Weg in den Überfluss. Anfänge und Entwicklung der Konsumgesellschaft seit der Vormoderne (= Forschungen zur Regionalgeschichte. Band 43). Schöningh, Paderborn 2003.
- Gesellschaftlicher Wandel im Jahrhundert der Politik. Nordwestdeutschland im internationalen Vergleich 1920–1960 (= Forschungen zur Regionalgeschichte. Band 58). Schöningh, Paderborn 2007.
- Aus der Hand in den Mund – Selbstversorgung als Praxis und Vision in der modernen Gesellschaft (= Schwerpunktthema in: Westfälische Forschungen. Band 61, 2011).
- Die vielen Gesichter des Konsums. Westfalen, Deutschland und die USA 1850–2000 (= Forschungen zur Regionalgeschichte. Band 79). Schöningh, Paderborn 2016.